# Gebhard III. von Sulzbach
Graf Gebhard III. von Sulzbach (auch: Graf Gebhard II. von Sulzbach;  * um 1114; † 28. Oktober 1188) entstammte dem Adelsgeschlecht der Grafen von Sulzbach und war der Sohn von Graf Berengar I. von Sulzbach und dessen zweiter Ehefrau Adelheid von Dießen-Wolfratshausen.
Er ist der Bruder von Bertha von Sulzbach, als Baliseia Irene Kaiserin von Byzanz, Gertrud von Sulzbach, römisch-deutsche Königin neben König Konrad III. und Adelheid von Sulzbach, Äbtissin des Reichsstifts Niedernburg in Passau.

## Leben
Nach dem Tod seines Vaters wurde er 1125 zum Grafen von Sulzbach ernannt und war daneben u. a. auch noch Graf von Floß sowie von 1146 bis 1149 Markgraf. Er heiratete vermutlich am 24. Oktober 1129 Mathilde († 16. März 1183), eine Tochter des baierischen Herzogs Heinrich IX. (auch: Heinrich der Schwarze), mit der er fünf Kinder hatte.
Nachdem seine Schwester Mathilde 1165 ohne Erben verstarb, einigte sich Gebhard mit ihrem Witwer Engelbert III. von Kraiburg am 22. Dezember 1165 bezüglich ihres umfangreichen Erbes im Chiemgau. Er war nach 1144 auch Erbe der Burg Warberg.
Gebhard III. überlebte alle seine Kinder. Mit seinem Tod im Jahr 1188 starb das Adelsgeschlecht der Grafen von Sulzbach „im Mannesstamm“ aus, da sein einziger Sohn Berengar II. kinderlos geblieben war.

## Wirken

### Vogt von Berchtesgaden
Bereits in dem zwischen 1125 und 1136 niedergelegten ersten Gründungsbericht des Klosterstifts Berchtesgaden (Fundatio monasterii Berchtesgadensis) wird Gebhard genannt. Danach hat er noch als Jugendlicher um 1121 den „Brüdern des gemeinsamen Lebens an der Kirche der heiligen Apostel Johannes d. Täufer und Petrus in Berchtesgaden“ weitere Güter aus dem Erbe seiner Mutter als durch seinen Vater Berengar übereignete Schenkungen „zu seinem Seelenheil und dem seiner Eltern“ bestätigt.
Später scheint er auch als Zeuge des „Freiheitsbriefes“ (Goldene Bulle) von Kaiser Friedrich Barbarossa auf, der 1156 dem Berchtesgadener Klosterstift und seinem damaligen Propst Heinrich I. (1151–1174) das Recht bestätigte, die für das Stift zuständigen Vögte zu wählen und ggf. auch abzuwählen. Zudem wurde dem Stift darin Bestandsschutz für die Gebietsgröße garantiert und die Forsthoheit gewährt.
Diese Zeugenschaft für den kaiserlichen „Freiheitsbrief“ ist für Weinfurter ein starkes Indiz, dass die Beziehungen von Berchtesgaden zum Kaiser „vor allem über Gebhard gelaufen sind“.  Zudem war er ein Parteigänger des Staufers und strebte mit dieser Urkunde nicht zuletzt auch die Wahrung eigener Interessen in Berchtesgaden an.
Seit der Gründung des Berchtesgadener Klosterstifts durch seinen Vater Berengar I. waren die Grafen von Sulzbach auch die Vögte des Stifts und damit weiterhin mittelbare Nutznießer seiner Besitzungen. So auch Gebhard, der damit die eigentlichen weltlichen Herrschaftsrechte für das „Berchtesgadener Land“ innehatte. In der Berchtesgadener Grundherrschaft war er der Gerichtsherr und ihm unterlag die militärische und polizeiliche Gewalt. Nachdem das „Berchtesgadener Land“ zu großen Teilen gerodet und damit auch für weit mehr Menschen bewohnbar war, schöpfte Gebhard aus seinen Funktionen „nicht unerhebliche Einkünfte“. Denn geprägt vom Streben und Denken der Augustiner-Chorherren entstand aus dem einfachen Nutzwald bald ein aufblühender „wirtschaftlicher und herrschaftlicher Wirkverbund von Land und Leuten“. Und das laut Weinfurter Jahrzehnte später im Jahr 1180 unter Propst Friedrich I. die „Goldene Bulle“ um die Schürffreiheit auf Salz und Metall erweitert bzw. verunechtet worden ist, um damit dem Klosterstift neben der Forsthoheit auch noch das Salzregal zu sichern, geschah vermutlich ebenfalls nicht ohne Billigung Gebhards.
All das weckte spätestens ab 1140 auch die Begehrlichkeiten der Grafen von Plain, in deren Grafschaft Berchtesgaden lag. Aber nachdem mit dem „Freiheitsbrief“ von 1156 die Besitzungen und Rechte durch Kaiser Friedrich I. dem Stift fest zugesichert wurden, war die Stellung des Sulzbacher Vogtes stark genug gefestigt, um den Grafen erfolgreich zu verdrängen. Und auch wenn sich Propst Heinrich in dem „Freiheitsbrief“ die Abwahlmöglichkeit eines Vogtes hatte zusichern lassen, waren er und seine unmittelbaren Vorgänger und Nachfolger mit den Sulzbacher Vögten „freilich zweifellos zufrieden“.  Noch wenige Jahre vor seinem Tod stattete Gebhard 1183 das Stift mit einem sehr wertvollen Soleanteil in Reichenhall aus und „erscheint auch sonst als Wohltäter“.

### Weitere Ämter
Als Graf von Sulzbach war Gebhard III. im Dienst der Staufer und damit zugleich Rivale der Diepoldinger-Rapotonen im Nordgau, die als Markgrafen von Cham und Nabburg Gefolgsmänner der Salier waren.
Gebhard III. war nicht nur Vogt von Berchtesgaden, sondern auch Regensburger Domvogt, Vogt der Reichsstifte Niedermünster und Niedernburg (Passau).

## Familie
Zu seinen Geschwistern zählte unter anderem Bertha von Sulzbach, die unter dem Namen Irene Gattin Kaiser Manuels I. von Byzanz war, sowie Gertrud von Sulzbach (* um 1114; † 14. April 1146 in Hersfeld), welche die zweite Ehefrau König Konrads III. wurde und Adelheid von Sulzbach (ca. 1140–1160?) Äbtissin des Reichsstifts Niedernburg in Passau.
Ab 1129 war Gebhard III. mit Mathilde († 16. März 1183), der Tochter des Herzogs von Bayern Heinrich IX. (auch: Heinrich der Schwarze), verheiratet und hatte mit ihr fünf Kinder:
- Berengar II. († 21. August 1167), Graf von Sulzbach 1156–1167
- Adelheid ⚭ Dietrich IV. († 1172), Graf von Kleve
- Sophie, Erbtochter von Gebhard III. ⚭ Gerhard I. von Hirschberg († 1170)
- Elisabeth ⚭ 1163 Graf Rapoto I. von Ortenburg († 26. August 1186), aus dem Hause der Spanheimer, Graf von Murach, Graf von Kraiburg und Marquartstein
- Bertha († nach 1200) ⚭ 1173 Heinrich II. von Altendorf († 1194)[12]

## Namensunklarheit
In manchen Dokumenten wird der hier als Gebhard III. auch als Gebhard II. bezeichnet.